# 새활용
새활용(-活用) 또는 업사이클(영어: upcycling 또는 creative reuse)은 부산물, 폐자재와 같은 쓸모 없거나 버려지는 물건을 새롭게 디자인해 예술적·환경적 가치가 높은 물건으로 재탄생시키는 재활용 방식이다. 새활용(영: Upcycling)이란 리너 필츠(Reiner Pilz)가 처음 언급하여 탄생한 단어로, 영단어 'Upgrade'와 ‘Recycling’을 합친 것이다. 한국어 "새활용"은 이미 있던 것이 아니라, "처음 마련하거나 다시 생겨난"이라는 뜻의 관형사 "새"와 "재활용"의 "활용"을 합친 말로, 2012년 8월 22일 국립국어원 제8차 말다듬기위원회 회의에서 "업사이클"의 순화어로 제시되었다. 특정 용도로서의 수명을 다해 버려지는 제품을 단순히 재활용(recycling)하는 것을 넘어, 기존의 형태나 역할을 가져가되, 새로운 디자인을 더하는 등의 과정을 거쳐 새로운 용도의 제품으로 만드는 것. 즉, 역할을 다한 폐품을 해체하지 않고 잘 활용하여 기존의 제품보다 더 발전한 제품으로 새롭게 탄생시키는 과정이다. 원제품의 재료를 완전히 변형시켜 사용하는 다운사이클링(downcycling)과는 차이가 있다.
폐품을 다시 활용하는 방법은 크게 두 가지로 나뉘는데, 하나는 ‘재사용(re-use)’이며 다른 하나는 ‘재활용(re-cycling)’이다. 재사용과 재활용 도중 제품의 품질이 저하될 경우, 이는 ‘다운사이클링(downcycling)’으로 불리게 된다. 그 중 재활용은 그 과정 중에 이산화탄소 발생을 유발하는 에너지를 필요로 하여 환경오염을 유발해왔다. 그래서 필요한 것이 재활용에서 한 단계 발전된 형태인 업사이클링이다.

## 역사
업사이클링(upcycling)과 다운사이클링(downcycling)이라는 용어는 손튼 케이(Thornton Kay)가 라이너 필즈(Riner Pilz)를 인용하여, 1994년 살보뉴스의 기사에서 처음 사용되었다.

2009년, 로이터의 Belinda Smith는 부유한 국가에서 업사이클링이 증가했지만 가난한 국가에서는 업사이클링이 필수적이라고 말했다.
환경 친화적인 업사이클링 관행을 지지하는 사람들은 오래된 포장재와 의류를 새로운 방법으로 사용하면서 수년간 효과적으로 업사이클링을 해왔다고 말한다. 그러나 업사이클링은 현재 다른 나라들, 특히 저렴한 가격에 생산자들에게 이익이 되는 친환경 제품에 대한 관심이 증가하고 있다는 것을 반영하여 여러 나라에서 시작되고 있다. 폐기된 포장의 새로운 용도를 찾는 것에 전문화된 미국 기업인 테라 사이클의 대변인인 Albe Zakes에 따르면, 업사이클링이 주류가 된다면 기업 세계는 그것이 이익이 될 수 있다는 것을 볼 필요가 있다. 아직 업계 전반의 수치가 나오지 않은 상황에서 아직 초기 단계임에도 업사이클링에 집중하는 기업이 늘고 있다.
업사이클링은 미국과 전 세계에 걸쳐 상당한 성장을 보여 왔다. 예를 들어, Etsy, Pinterest 또는 Upcycle Studio에서 "업사이클링"이라는 단어가 표시된 제품 수가 2010년 1월 약 7,900개에서 1년 후 거의 30,000개로 증가했다.
폐기물을 수거해 재활용하는 데 그치는 것으로는 생활쓰레기를 감당하지 못한다는 자각이 일어나면서 새활용이 대안으로 제시되었다. 외국에서는 새로운 소비 트렌드로 자리 잡은 지 오래되었다. 런던디자인페스티벌은 2012년 업사이클링을 '올해의 트렌드'로 꼽았다. 업사이클링을 통해 명품 반열에 오른 경우도 있다. 1993년부터 트럭용 방수 천막이나 에어백, 자동차 안전벨트 등을 재활용해서 가방을 만들고 있는 스위스 브랜드 '프라이탁', 업사이클링을 통해 가구 업계의 명품으로 떠오른 '리바 1920', '박스터' 등이 그런 경우다.

## 활용 사례

### 예술
주류 미술에서 발견된 물건(objet trové)을 재사용하는 전통은 민속 예술에서 오랫동안 사용된 방식이기는 했지만, 20세기 성숙기를 겪으며 더욱 발전했다. 예를 들어 아미쉬 퀼트는 인양된 천을 재사용한 것이다. 로스앤젤레스에 있는 사이먼 로디아의 와츠 타워(1921–1954)는 고철, 도자기, 깨진 유리의 거대한 재활용의 대표적 예이며, 이는 와츠 스카이라인에서 30미터가 넘는 가장 높은 17개의 구조물로 구성되어 있다.

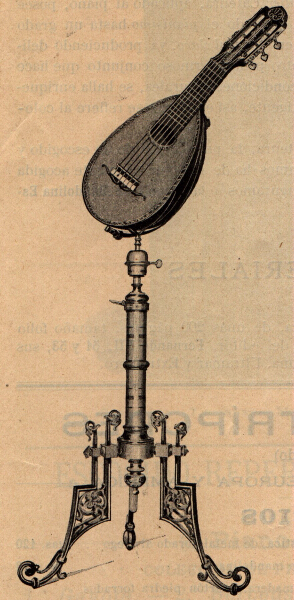
카테우라 악기

### 음악
파라과이의 카테우라 재활용 오케스트라가 업사이클링이 음악에 적용된 대표적 사례이다. 오케스트라의 악기는 아순콘의 매립지에서 가져온 재료로 만들어졌으며, 아순콘의 이름은 이 지역의 카테우라 라군(Cateura lagoon)에서 유래했다. 이것에 관한 실제 이야기가 영화 Landfill Harmonic에서 표현되었다.

### 산업
플라스틱 및 전자 제조와 같은 많은 산업 공정은 유한한 자원의 소비에 의존한다. 또한 폐기물은 환경에 악영향을 미칠 수 있으며 인간의 건강에 영향을 미칠 수 있다. 이러한 맥락에서 새활용은 폐기물 또는 부산물에서 더 높은 가치를 지닌 제품을 만들어 폐기물과 자원 소비를 줄이기 위해 사용 가능한 미래 기술의 사용을 설명한다.
소비자 가전에서 중고 제품의 재 제조 또는 리퍼브 프로세스는 새로운 제조에 비해 에너지 및 재료 소비가 감소하기 때문에 업 사이클링으로 볼 수 있다. 재생산된 제품은 폐기하거나 재활용하는 것보다 가치가 더 높다. 양조 공정에서 나오는 폐기물을 바이오가스 공정의 기판으로 사용함으로써 폐기할 필요가 없어지고 전체 양조 공정에 상당한 이익을 창출할 수 있다. 기판 가격에 따라 운영비의 약 20%의 이익이 가능하다. 이 과정에서 바이오가스 공장은 "업사이클러" 역할을 한다.

### 의류
디자이너들은 산업 섬유 폐기물과 기존 의류를 모두 새로운 패션을 만드는 기본 재료로 사용하기 시작했다. 업사이클링은 소비 이전 또는 소비 이후 폐기물을 사용하거나 둘의 조합을 사용하는 것으로 알려져 있다. 소비 이전 폐기물은 공장에서 패턴을 도려내고 남은 원단 잔해와 같이 만들어진다. 소비 이후 폐기물은 기증받은 옷과 같이 주인에게 더 이상 유용하지 않을 때 완성된 제품을 말한다.
종종, 사람들은 사고, 사용하고, 버리는 것에 만족하는 선형 경제를 실행한다. 이 시스템은 수백만 킬로그램의 섬유 폐기물이 버려지는 데 기여한다. 생산되는 대부분의 섬유는 재활용이 가능하지만, 미국에서만 약 85%가 토지 매각으로 귀결된다. 지속 가능한 삶을 살기 위해서는 패스트패션에 의해 장려되는 "버리는" 태도와는 반대되는 의복 선택이 필요하다. 새활용(upcycling)은 이것을 도와 줄 수 있는데, 그것은 그것이 더 순환적인 경제 모델을 실행에 옮기기 때문이다. 순환 경제(Circular Economy)는 리소스를 최대한 오래 사용하여 사용 중에 최대한 많은 가치를 창출한 다음, 사용이 끝나면 복원하고 용도 변경하는 것을 말한다. 맥도너와 브라웅가트에 의해 대중화된 이것은 요람 대 요람 원리로도 알려져 있다. 이 원리는 제품이 여러 수명 주기를 가지거나 생분해되도록 설계되어야 한다고 말한다.

### 식품
전세계적으로 매년 수십억 파운드의 음식이 낭비되고 있지만, 사람들이 음식을 재사용하고 업사이클을 할 수 있는 방법이 있다. 한 가지 일반적인 방법은 동물들에게 먹이로 주는 것인데, 돼지와 같은 많은 동물들이 주어진 음식물을 모두 먹을 것이기 때문이다. 음식물 쓰레기는 기부될 수 있고 식당들은 고객들이 먹지 않는 모든 음식을 절약할 수 있다. 지역 농업진흥청에 문의해 음식물쓰레기를 어디서 기부해야 하는지, 얼마나 자주 얼마를 기부할 수 있는지 등을 알아보는 것도 기부를 할 수 있다.
또 다른 형태의 업사이클링 음식은 그것을 분해해서 에너지로 사용하는 것이다. 기술자들은 음식을 압력으로 조리하여 재사용 가능한 바이오 연료로 분해한 다음 전기와 열을 생산하는 데 사용될 수 있는 잔해로 메탄을 만들 수 있는 방법을 발견했다. 음식을 그런 식으로 활용하지 않을 때, 다른 방법은 그냥 분해해서 퇴비로 사용하는 것이다. 그러면 토양이 개선될 것이다. 과일, 야채, 달걀 껍질, 견과류, 그리고 견과류 껍질과 같은 많은 종류의 음식물 쓰레기는 토양을 풍부하게 하기 위해 퇴비로 사용될 수 있다.

### 공간
공간 또한 새활용이 가능하다. 버려질 컨테이너를 활용해 카페나 편집숍을 만들기도 하고, 공사를 하면서 버려지는 목재나 팔레트를 활용해 인테리어 소품으로 태어나기도 한다. 물류창고를 새활용 하여 호텔로 재탄생 시키기도 하는데, 바로 서울시 중구에 있는 '스몰하우스 빅도어'이다. 이곳은 54년된 물류창고를 허물지 않고 개성을 살려 인테리어를 하여 천장은 창고 본연의 모습이 느껴지는 것이 특징이다.

### 디자인 과정
도시에서는 매일 수 톤의 폐기물이 생산되고 있으며, 일부 교육자들, 특히 젊은이들이 시민들의 인식을 높이기 위해 노력하고 있다. 이전에 쓰레기로 국한되었던 재활용의 개념을 재정의하기 위해 젊은 디자이너들은 폐비닐 봉지로 만든 배낭과 가죽을 재사용하여 만든 지역 양탄자와 같은 제품처럼 "쓰레기"를 잠재적으로 시장성이 있는 상품으로 바꾸려고 시도했다. 2010년 홍콩의 커뮤니티 뮤지엄 프로젝트가 출판한 관련 서적 중 하나는 업사이클링 시스템 설계에 대한 최초의 실험이었다. 자재 수집, 업사이클링 설계, 지역 생산 및 공공 보급에 걸쳐, 폐기물 처리 및 에너지 절약 전략에 영향을 미칠 지속 가능한 시스템에 대한 제안을 제공한다.

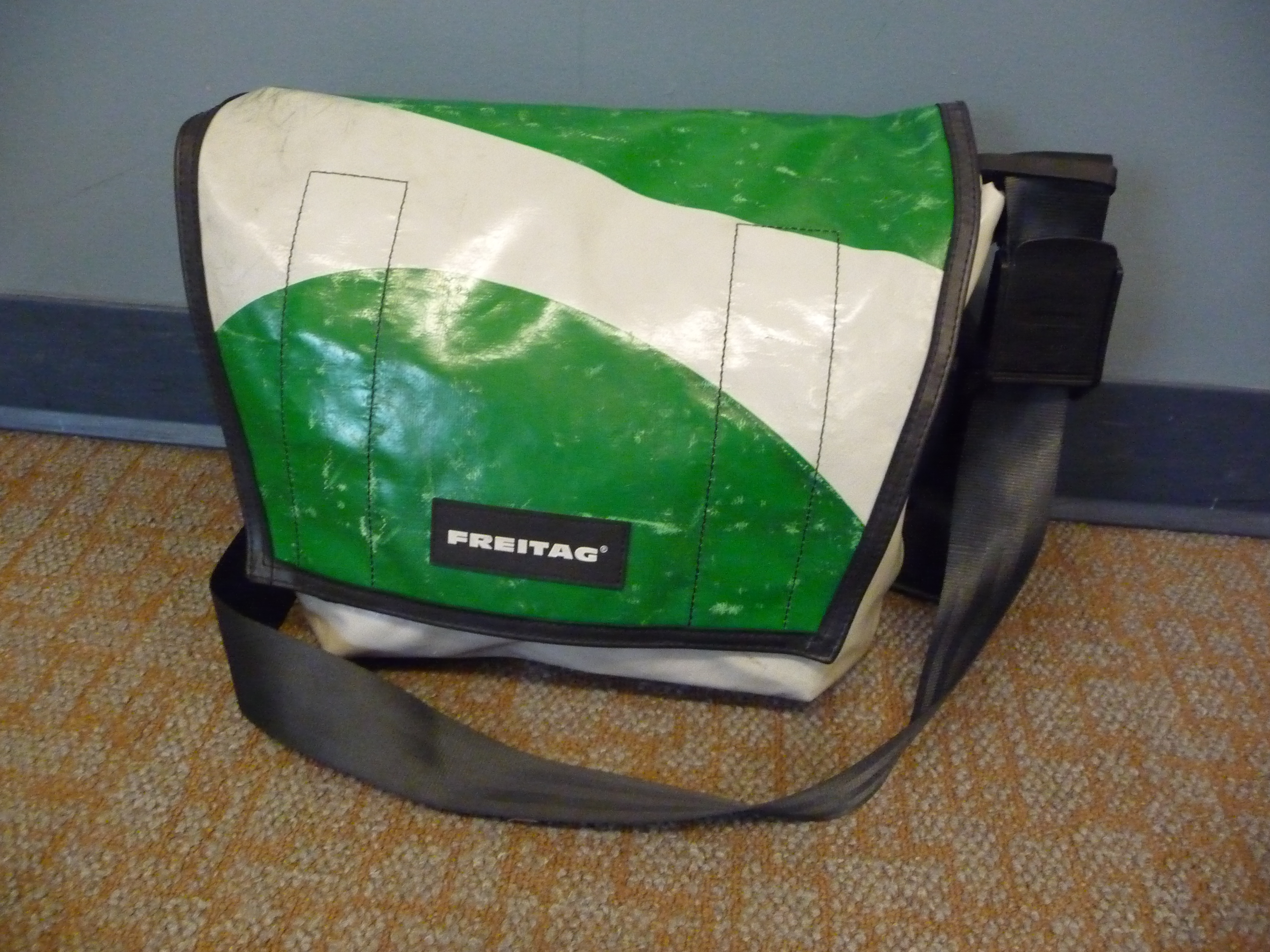
프라이탁 브랜드 가방

홍콩 현지 발명가 게리 찬은 폐자재를 자전거 부품으로 활용해 '업사이클링' 자전거를 디자인하고 만드는데 적극 참여하고 있다. 그는 폐기물을 대부분의 재료로 사용하여 적어도 8대의 자전거를 발명했다.
Wheel Thing Maker의 Gary와 그의 파트너들은 정기적으로 소파에서 가죽 피부, 옷장의 단단한 나무판 또는 거리의 폐기물 수집소에 있는 차량 수리점에서 나오는 고무 타이어와 같은 유용한 폐기물을 수집한다.
방수 기능이 있는 트럭 덮개천과 안전벨트와 같은 산업 폐기물을 이용해 가방으로 새활용하여 가방마다 고유한 디자인을 만들어낸 브랜드 프라이탁 또한 새활용의 대표적 예시로 볼 수 있다.

## 국내에서의 새활용
국내에선 해외보단 다소 늦게 새활용에 대한 인식이 잡히기 시작하였다. 2000년대 후반 몇몇 디자이너 그룹과 환경 운동가들을 중심으로 시작되었으며 2014년 기준 국내 새활용 시장은 약 25억원 수준으로, 다소 낮은 수치를 보인다. 그러나 한국업사이클디자인협회에 따르면 국내 업사이클 기업 수는 2008년 3개에서 2017년 9월 약 150개로 집계돼 10년 새 50배 이상 증가하는 등 가파른 성장세를 보이고 있으며, 2016년 '업사이클링'이 트렌드 키워드로 뽑히며 새활용 문화가 빠르게 자리를 잡고 있다.

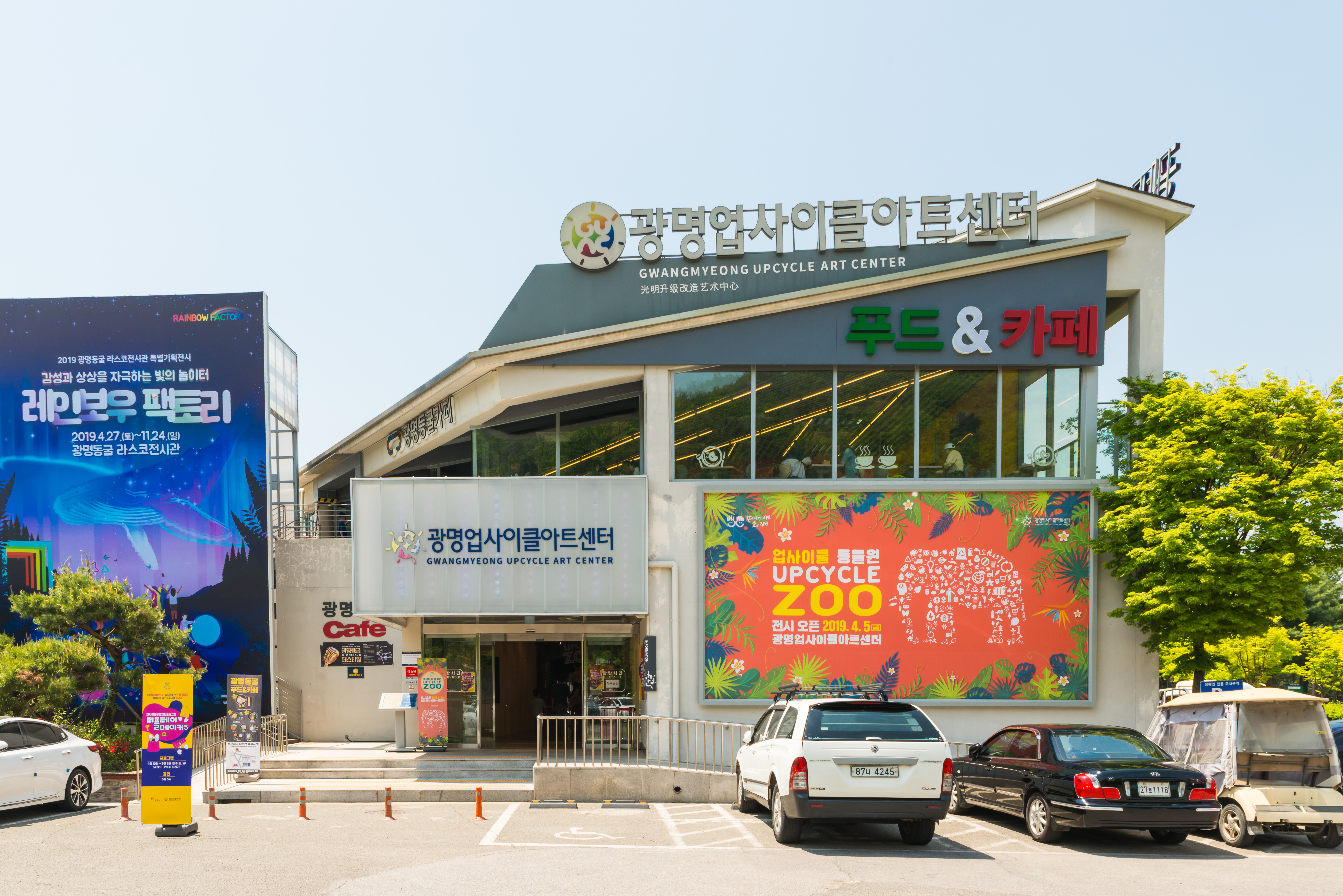
국내 최초의 업사이클센터 "광명업사이클아트센터"

2015년 국내 최초 업사이클센터인 광명업사이클아트센터가 경기 광명시에 문을 열었다. 문화체육관광부의 '폐산업시설 문화재생사업' 공모에 광명시가 선정돼 광명시자원회수시설 홍보동으로 쓰이던 건물을 리모델링하여 2015년 6월 12일 개관했다.
2017년 서울새활용플라자가 건립되었으며, 이외에도 대구 한국업사이클센터, 인천 업사이클에코센터, 경기도업사이클플라자, 순천업사이클센터 더새롬, 청주새활용시민센터 등 전국적으로 10여개의 업사이클 관련 센터가 만들어졌거나 만들어질 예정이다.
법제도적 측면에서는 2021년 4월 개정된 '환경기술 및 환경산업 지원법(약칭: 환경기술산업법)' 제2조 3항에 처음으로 새활용 산업의 법적 개념이 명시되며, 새활용 기업을 지원할 수 있는 법적 근거가 마련되었다.

## 같이 보기
- 다운사이클
- 서울새활용플라자
- 광명업사이클아트센터
- 사전 재활용